# 桂山發電廠桂山機組
桂山發電廠桂山機組，為一座位於臺灣新北市新店區龜山的水力發電廠。最早建於日治時期，當時稱為新龜山發電所，國民政府接收臺灣後改名為新龜山發電廠，台電成立桂山發電廠並將該廠設為行政中心後，該發電廠全名改名為台灣電力股份有限公司桂山發電廠桂山機組。廠區坐落在新店溪上游北勢溪與南勢溪匯流處，目前隸屬於台灣電力公司桂山發電廠，同時是桂山發電廠的五座機組的遙控管理中心。

## 沿革
1939年6月台灣電力株式會社於文山郡新店庄龜山開始興建「新龜山發電所」，耗資600萬圓。1941年2月「新龜山發電所」竣工發電，正式取代龜山發電所。
新店溪流域原有小粗坑、烏來、新龜山三個各自分立的發電廠（俗稱「小烏龜」），台電公司為精簡組織，於1975年5月將三廠合併營運，並將「新龜山發電所」改名為「桂山發電廠」，而小粗坑發電廠、烏來發電廠則改為無人電廠，由桂山電廠以自動化控制系統來遙控管理發電。
2011年12月6日登錄為新北市歷史建築。

## 設施
桂山發電廠位於北勢溪與南勢溪的匯流處，翡翠水庫下游的北勢溪左岸，當時稱為「新龜山發電所」（新龜山水力發電廠），係引用桂山壩攔截南勢溪的溪水發電，發電尾水則排入北勢溪，是新店溪各發電廠的行政暨遙控中心。壓力鋼管2條各長59.19公尺、直徑2至2.3公尺，落差53.83公尺。電廠的建築室內構造及門窗仍保留完整日本時期風貌，發電機亦為昭和年代所制機器，並運作至今。目前桂山發電廠設置有豎軸法蘭西斯式水輪機兩部，每部機組用水量為15.95秒立方公尺，並搭配日本日立製造的VFF-R型發電機兩部，每部電壓11KV、出力6.5MW。

### 機組
| 名稱   | 發電機型號              | 水輪機型號                           | 機組數量 | 發電方式 | 有效落差（公尺） | 單一機組用水量（CMS） | 容量（MW） | 位置         | 商轉日期 | 狀態   |
| ------ | ----------------------- | ------------------------------------ | -------- | -------- | ---------------- | --------------------- | ---------- | ------------ | -------- | ------ |
| 一號機 | 日本日立製VFF-R型發電機 | 德国AEG製豎軸法蘭西斯式FSS-V型水輪機 | 1        | 川流式   | 53.8公尺         | 15.95CMS              | 6.5MW      | 新北市新店區 | 1941年   | 商轉中 |
| 二號機 | 日本日立製VFF-R型發電機 | 德国AEG製豎軸法蘭西斯式FSS-V型水輪機 | 1        | 川流式   | 53.8公尺         | 15.95CMS              | 6.5MW      | 新北市新店區 | 1941年   | 商轉中 |

## 圖集

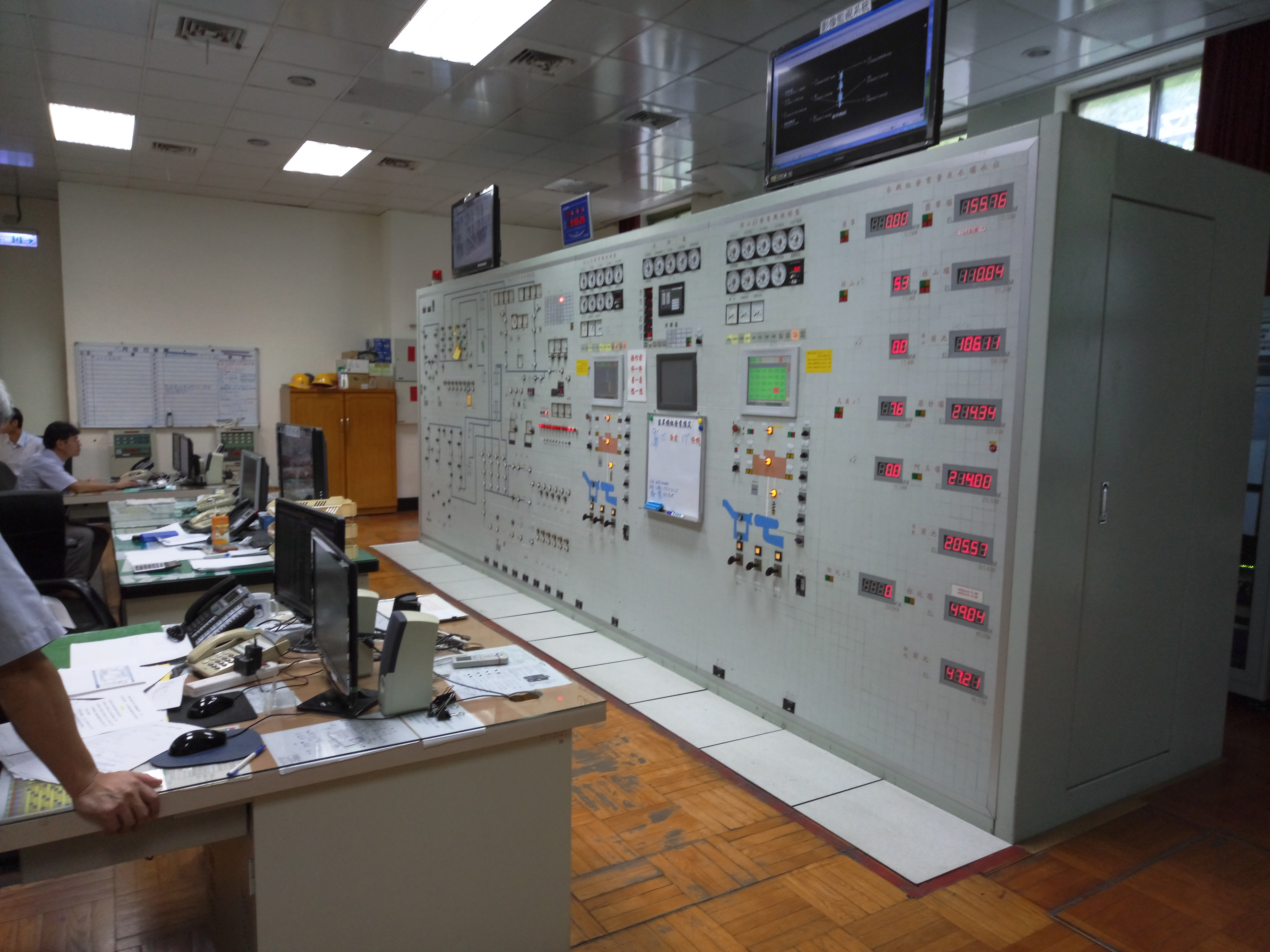
桂山發電廠桂山機組控制室，該控制室同步控制桂山發電廠旗下的烏來、粗坑、軟橋以及翡翠等分廠。
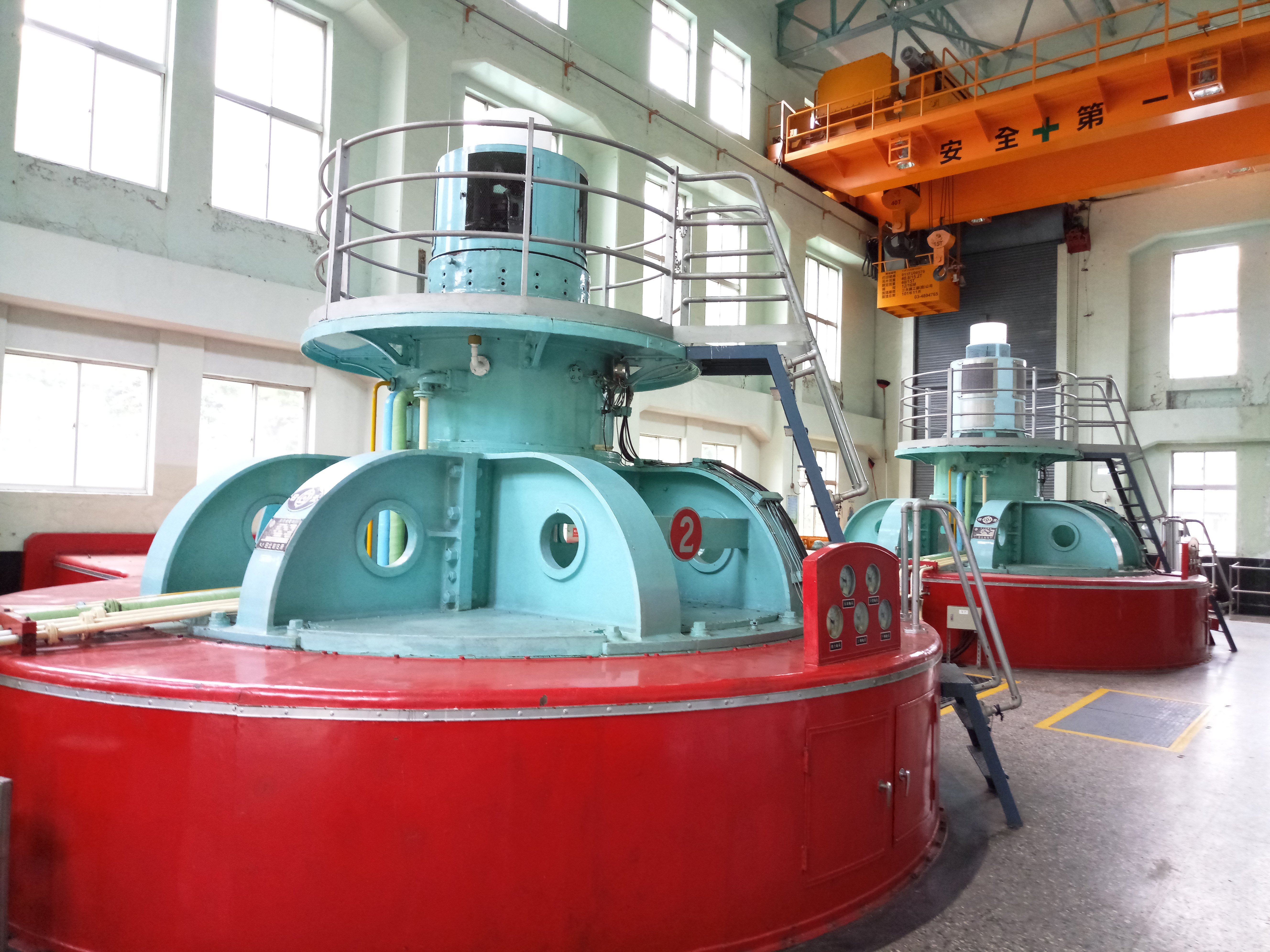
桂山發電廠桂山機組廠房內的兩部發電機，前方為二號機，後方為一號機。
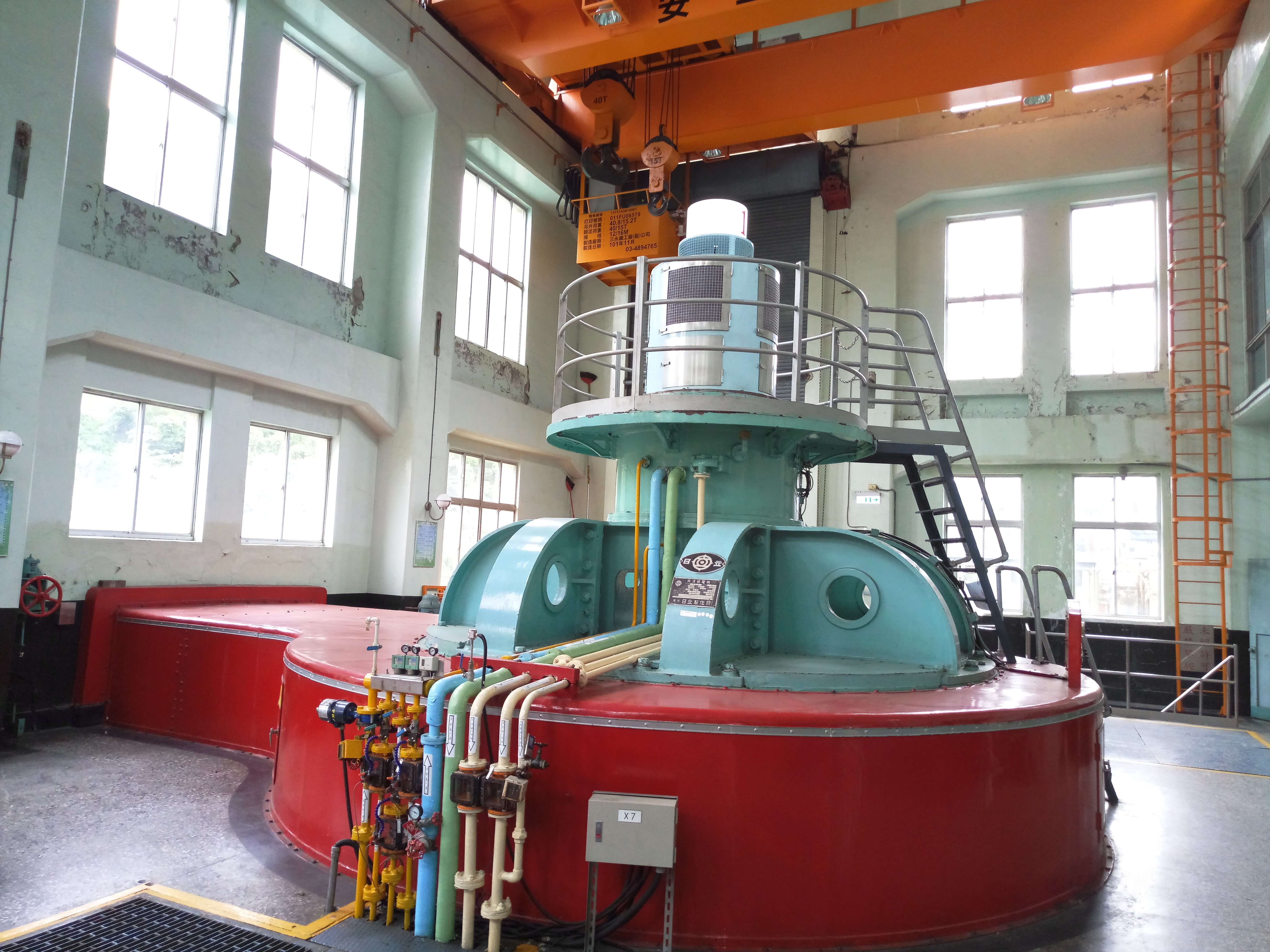
桂山發電廠桂山機組一號發電機外觀。
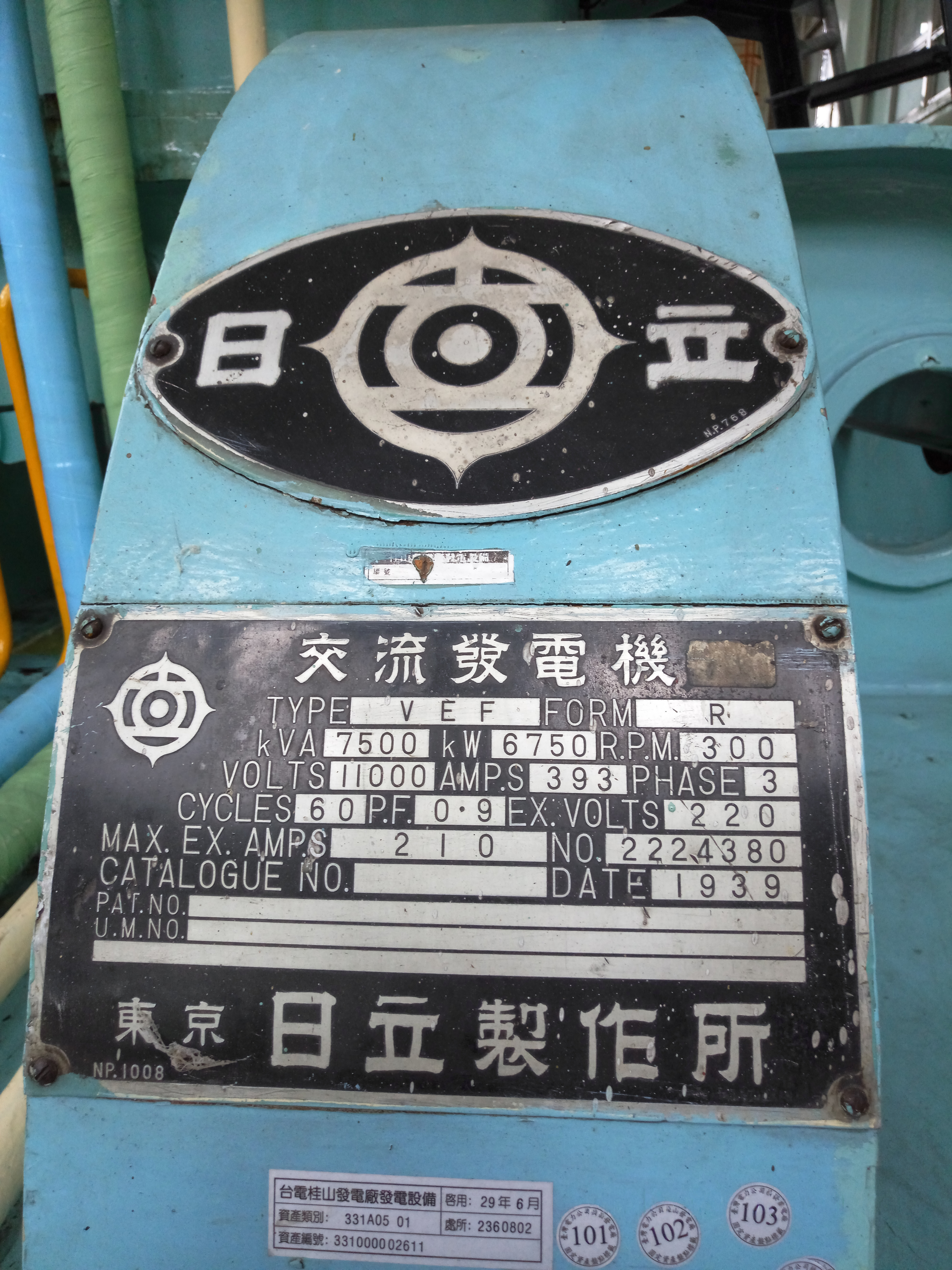
桂山發電廠桂山機組一號發電機銘板，日本日立製作所製造。
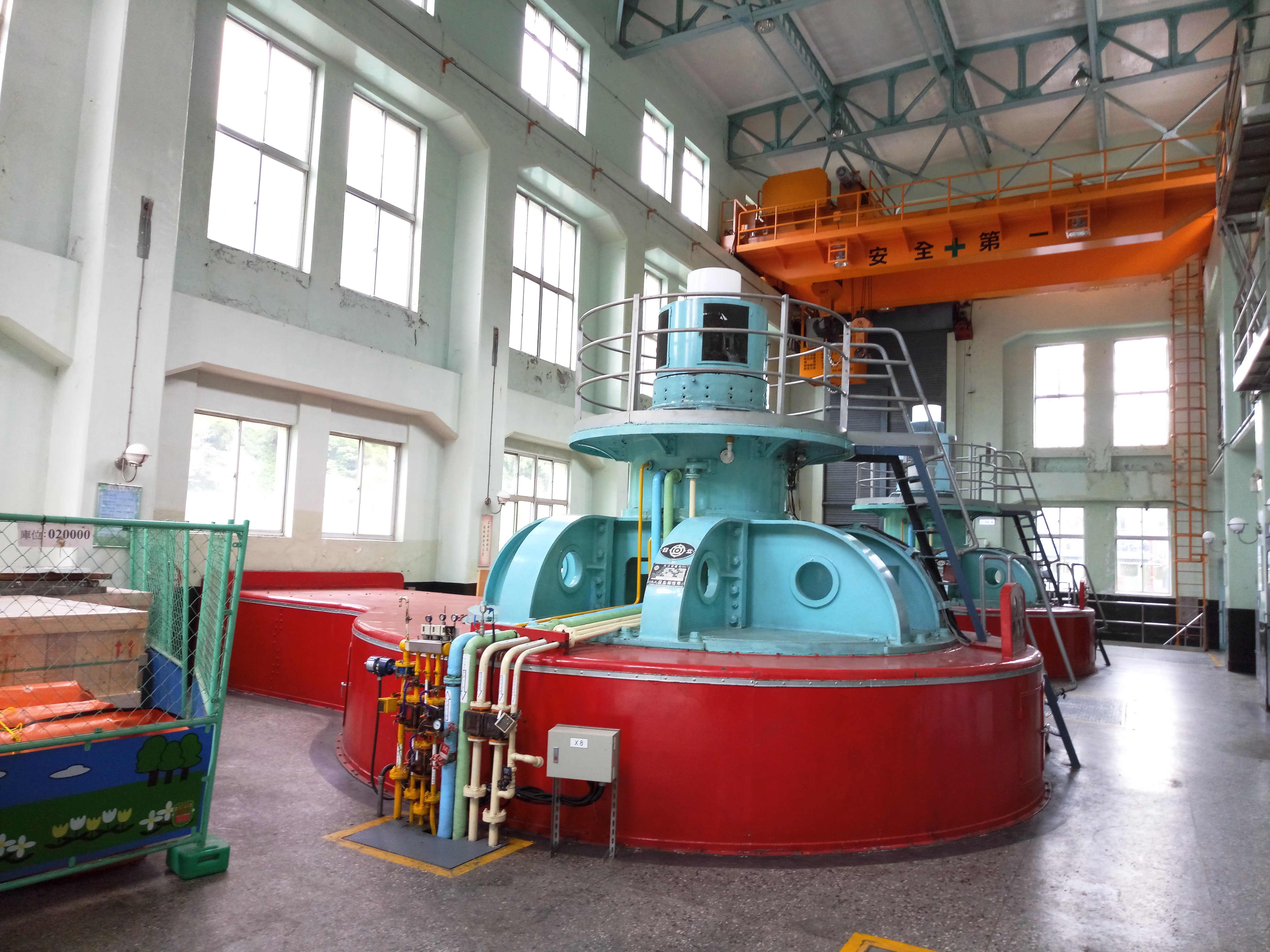
桂山發電廠桂山機組二號發電機外觀。
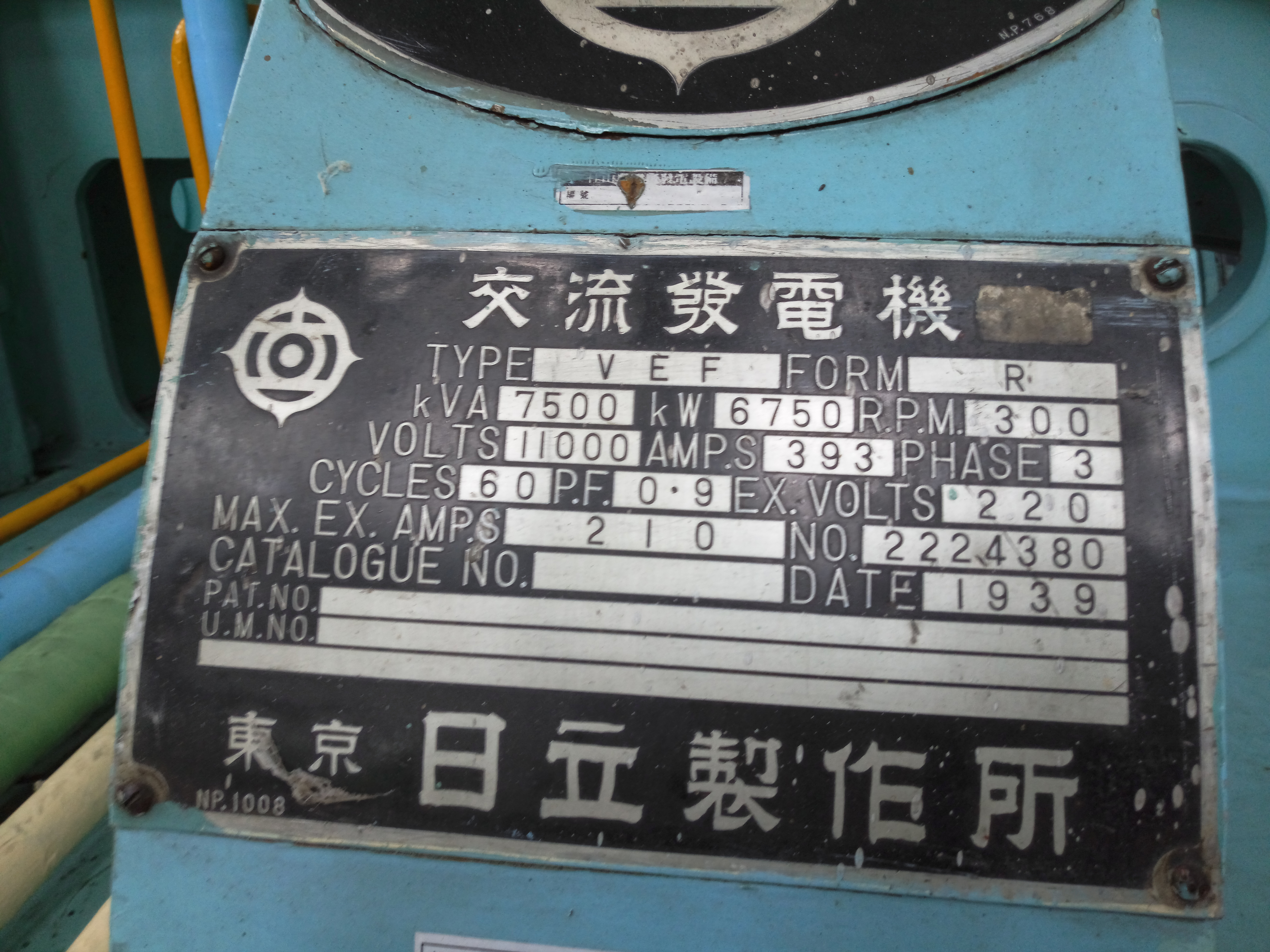
桂山發電廠桂山機組二號發電機銘板，日本日立製作所製造。
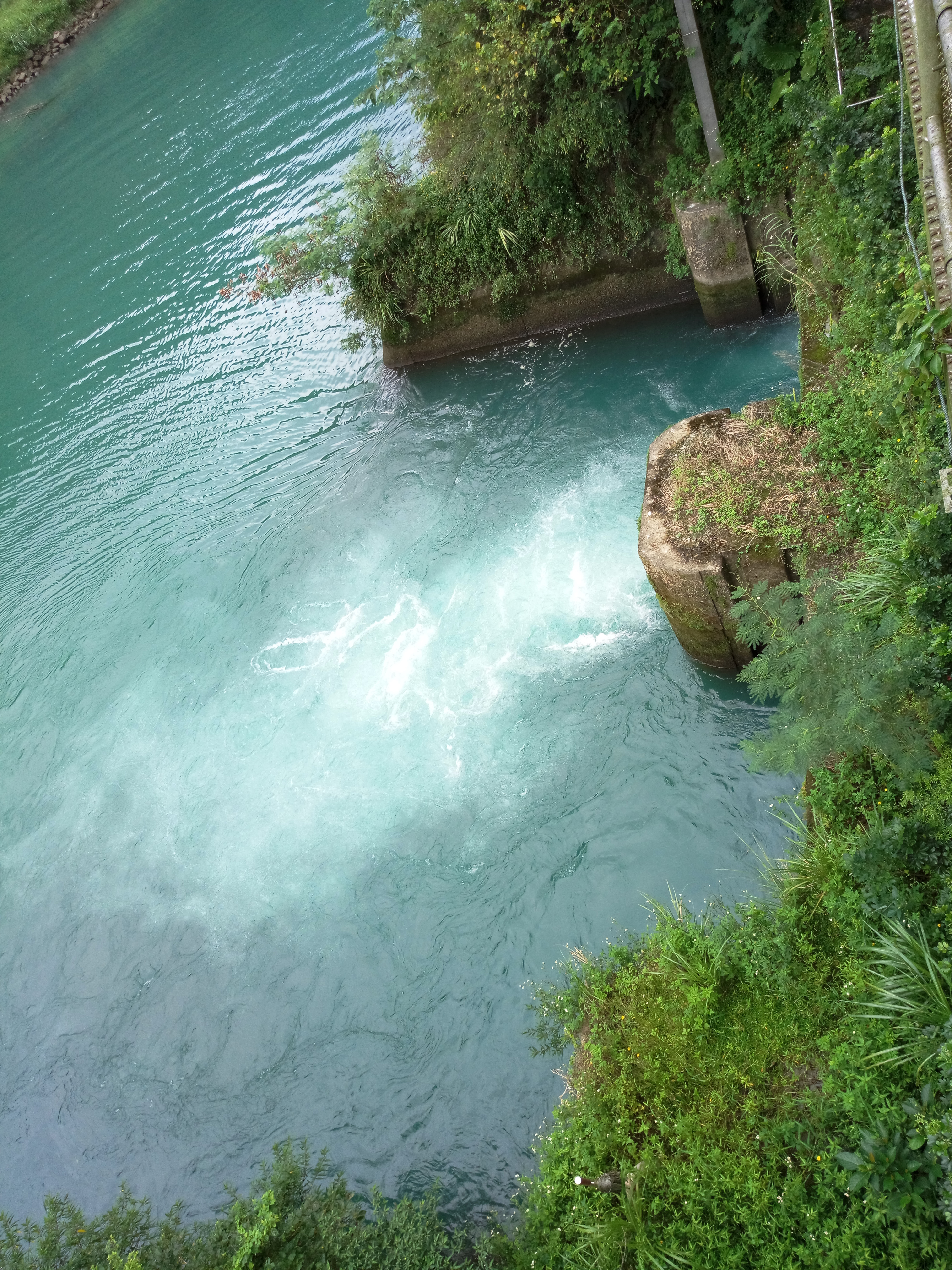
桂山發電廠桂山機組尾水出口，發電後尾水排放至北勢溪中。
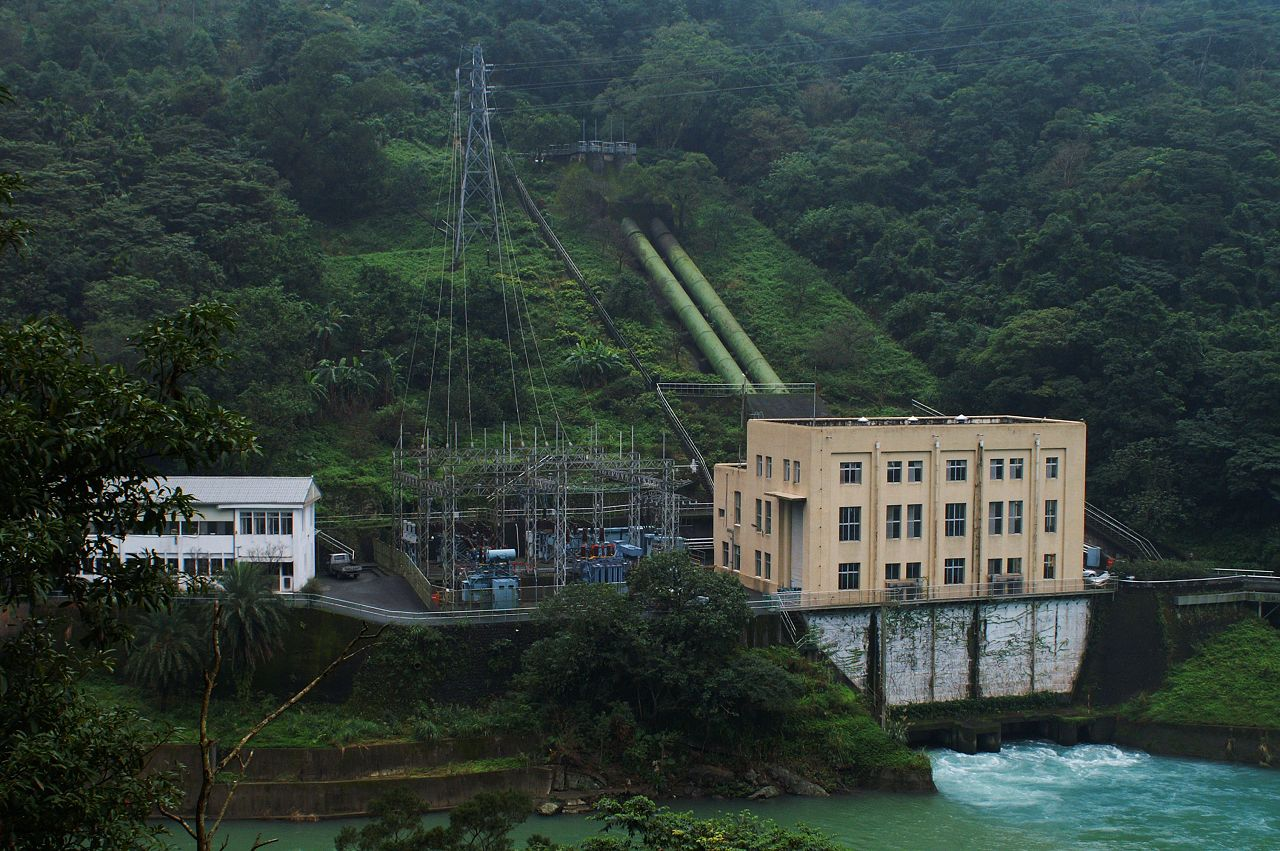
桂山發電廠桂山機組廠房遠觀。